# Port lotniczy Anjouan
Port lotniczy Anjouan (IATA: AJN, ICAO: FMCV) – port lotniczy położony w Anjouan, w Komorach.

## Linie lotnicze i połączenia
| Linia Lotnicza | Kierunek                   |
| -------------- | -------------------------- |
| Air Madagascar | 1. Antananarywa            |
| Ewa Air        | 1. Dzaoudzi                |
| Precision Air  | 1. Dar es Salaam 2. Moroni |